# Дзимоне
Дзимо̀не (на италиански: Zimone; на пиемонтски: Zimon, Дзимон) е село и община в Северна Италия, провинция Биела, регион Пиемонт. Разположено е на 465 m надморска височина. Населението на общината е 404 души (към 2010 г.).